# 年金改ざん問題
年金改ざん問題（ねんきんかいざんもんだい）とは、厚生年金保険料の算定基準である標準報酬月額が改竄（かいざん）された問題のこと。厚生年金記録改ざん問題、標準報酬月額改ざん問題とも。年金記録問題はミスなどによる消えた年金だが、この問題は意図的に消された年金である。なお、社会保険庁が送付したねんきん特別便ではこの問題を確認することはできない。標準報酬遡及訂正事案等に関する調査委員会がホットラインを開設している。

## 概要
企業が保険料の負担を引き下げるために従業員の標準報酬月額を改竄して実際よりも低く登録をし、社会保険庁は保険料の徴収率を上げるためにそれに関与した。従業員（受給者）は何も知らないまま厚生年金の記録が改竄され、将来の年金受給額が減ることとなる。
社会保険庁は以前からこの問題を指摘されていながら長年公式に認めてこなかったが、2008年にこれを認めた。当初は1件しか関与を認めていなかったが、舛添厚生労働大臣の下に設けられた調査委員会（委員長：野村修也中央大学法科大学院教授）は、一部の社会保険事務所では改竄が「仕事の仕方として定着」していたとして、組織的関与を認めた。
また、調査委員会は標準報酬が大幅に下げられた事例が75万件に上るとし、改竄内容全てにあてはまるものがおよそ6万9千件あると発表した。さらに件数が大幅に増えるとの見通しも明らかにしている。
2009年3月、社会保険庁は記録が改竄されている可能性が高い受給者2万2255人に対する訪問調査の中間報告をまとめた。調査を終えた1万5502人のうち「事実と異なっている」と回答したのは8482人。改竄に「社保庁職員が関与した」とされたのは1056人だった。

### 調査された改竄内容
- 標準報酬が5等級以上引き下げられた
- 引き下げ処理とほぼ同時に厚生年金の加入資格が消された
- 記録を6カ月以上さかのぼって修正した